# Ehrenfried von Holleben
Ehrenfried Anton Theodor Ludwig von Holleben (Potsdam, 11 de maio de 1909 - Bayreuth, 28 de outubro de 1988) foi um diplomata alemão, chefe de protocolo do Ministério das Relações Exteriores da Alemanha Ocidental e embaixador em Portugal e no Brasil.
Ao fim da Segunda Guerra Mundial, trabalhou como procurador em sua cidade natal de Potsdam. Entrando na carreira diplomática, foi embaixador no Brasil entre 1966 e 1970. 
Em 11 de junho de 1970 foi sequestrado no Rio de Janeiro pelos grupos guerrilheiros Ação Libertadora Nacional (ALN) e Vanguarda Popular Revolucionária (VPR). O Mercedes em que viajava foi abalroado por uma caminhonete na rua Cândido Mendes, o carro de cobertura da segurança do cônsul foi metralhado e seus agentes não reagiram ao fogo, o guarda-costas tentou sacar sua arma, mas levou um tiro no peito. Foi levado para uma casa do subúrbio. Participaram do sequestro, entre outros, Sônia Lafoz e Alfredo Sirkis.  Foi trocado por 40 presos políticos, enviados para a Argélia em um voo da Varig. O consul foi libertado 23 horas depois dos presos terem lá chegado.
Após o sequestro, von Holleben foi enviado para Lisboa, exercendo a função de embaixador em Portugal entre 1971 e 1974. Ele também foi Chefe do Protocolo do Ministério dos Negócios Estrangeiros da República Federal da Alemanha, Presidente da Comissão Legal da Nobreza Alemã e membro dos Cavaleiros Hospitalários. 
Morreu em Bayreuth, na Baviera, aos 79 anos.